# Life Guards
Ne doit pas être confondu avec Lifeguard.
Le régiment des Life Guards est le régiment le plus ancien de l'armée britannique. Le régiment est rattaché 
à la Horse guards. L'uniforme comporte une tunique rouge, un plumet blanc. Les chevaux portent une chabraque (tapis de selle) blanche pour les soldats, noire pour les officiers.
Leur mission est d'assurer la protection du Roi et des bâtiments royaux. Le bâtiment des Horse Guards, situé sur Whitehall à deux pas de la résidence du premier ministre est le quartier général de la garde du Roi et il joue le rôle d'entrée officielle du palais royal de Buckingham.
Le régiment a également un rôle opérationnel dans l'armée. Il fournit des détachements d'escorte pour constituer le régiment monté blindé.
Le chanteur britannique James Blunt est un ancien officier des Life Guards.
Le lieutenant-colonel Andrew Henry Ferguson a été chef de corps d’avril 1940 à avril 1943 et le lieutenant-colonel William H. Gerard Leigh de novembre 1953 à mars 1956.

## Histoire

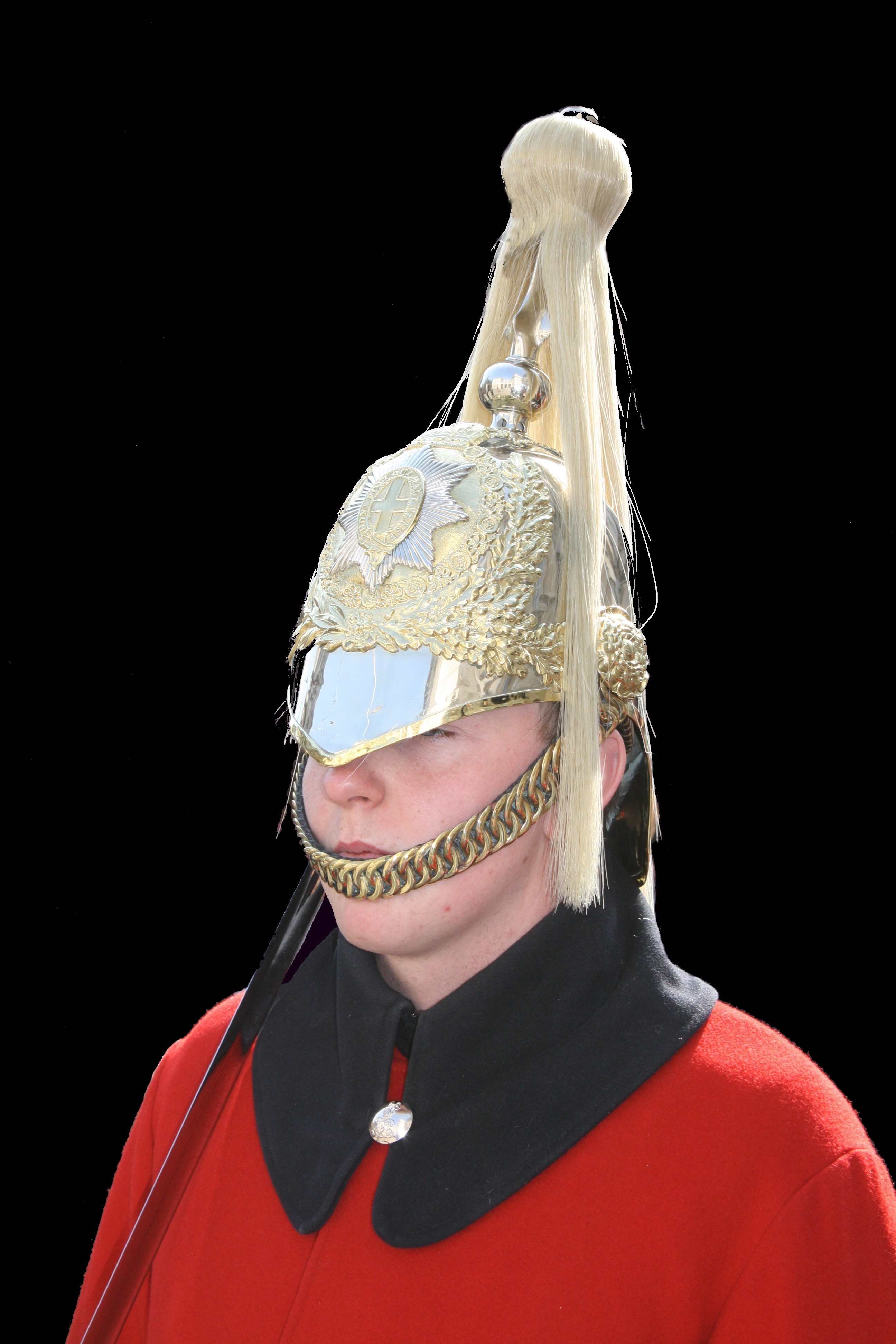
Life Guard en faction à Whitehall

Ce régiment de cavalerie de la Garde remonte à 1658 (1st ou His Majesty's Own Troop of Horse Guards), littéralement les « gardes du corps », à l'origine un groupe de 80 loyalistes qui avait suivi le roi Charles II en exil en Hollande après la défaite de Worcester en 1652. Il est composé à l'origine de trois détachements commandés par Lord Gerard of Brandon, Sir Charles Berkeley et Sir Philip Howard. Un quatrième détachement est levé à Edimbourg en 1661, placé sous le commandement du comte de Newburg.
Les cavaliers portent une tunique rouge - avec une aiguillette d’or sur l’épaule droite pour les officiers -, une culotte blanche, une cuirasse, un casque à crinière de cheval blanche et des bottes hautes de couleur noire. Leurs chevaux sont à chabraque noire pour les officiers et blanche pour les sous-officiers et les hommes du rang. 
L’appellation actuelle date de 1928, le 1er et le 2e régiment de Life Guards, formés à partir des Horses Guards en 1788 ayant été réunis en 1922. 
Cette unité, fusionnée avec les Blues and Royals, en 1992, a conservé son uniforme spécifique.
Ils participèrent à plusieurs guerres en Grande-Bretagne ou en Europe continentale (guerre de la succession d'Autriche 1742-1746), et aux guerres napoléoniennes (guerre d'Espagne, campagne de 1814, bataille de Waterloo le 18 juin 1815). Lors de cette dernière bataille, le 1er et le 2e régiment de Life Guards, appelés familièrements "the Tins", eurent un rôle décisif dans la victoire anglaise en chargeant contre les cuirassiers français. 
Au cours du XIXe siècle, ils intervinrent en Afrique (Égypte, Soudan, guerre des Boers en Afrique du Sud). Lors de la Première Guerre mondiale, ils prirent part aux opérations menées dans les Flandres et en France (bataille de la Marne). 
Ils participèrent aussi à la Seconde Guerre mondiale, au sein des 1er et 2e régiment de cavalerie de la Garde, débarquant en Normandie en juin 1944 et traversant la France pour libérer Bruxelles. 
Remarque : Le 19 novembre 1940 sont créés les 1er et 2e régiments de cavalerie de la Garde (1st et 2nd Household Cavalry Regiment) formés à parts égales d’éléments des Life Guards et des Royal Horse Guards. Ils sont dissous en juillet 1945. 
Les Horse Guards et les Life Guards ne combattent donc jamais en unité constituée.

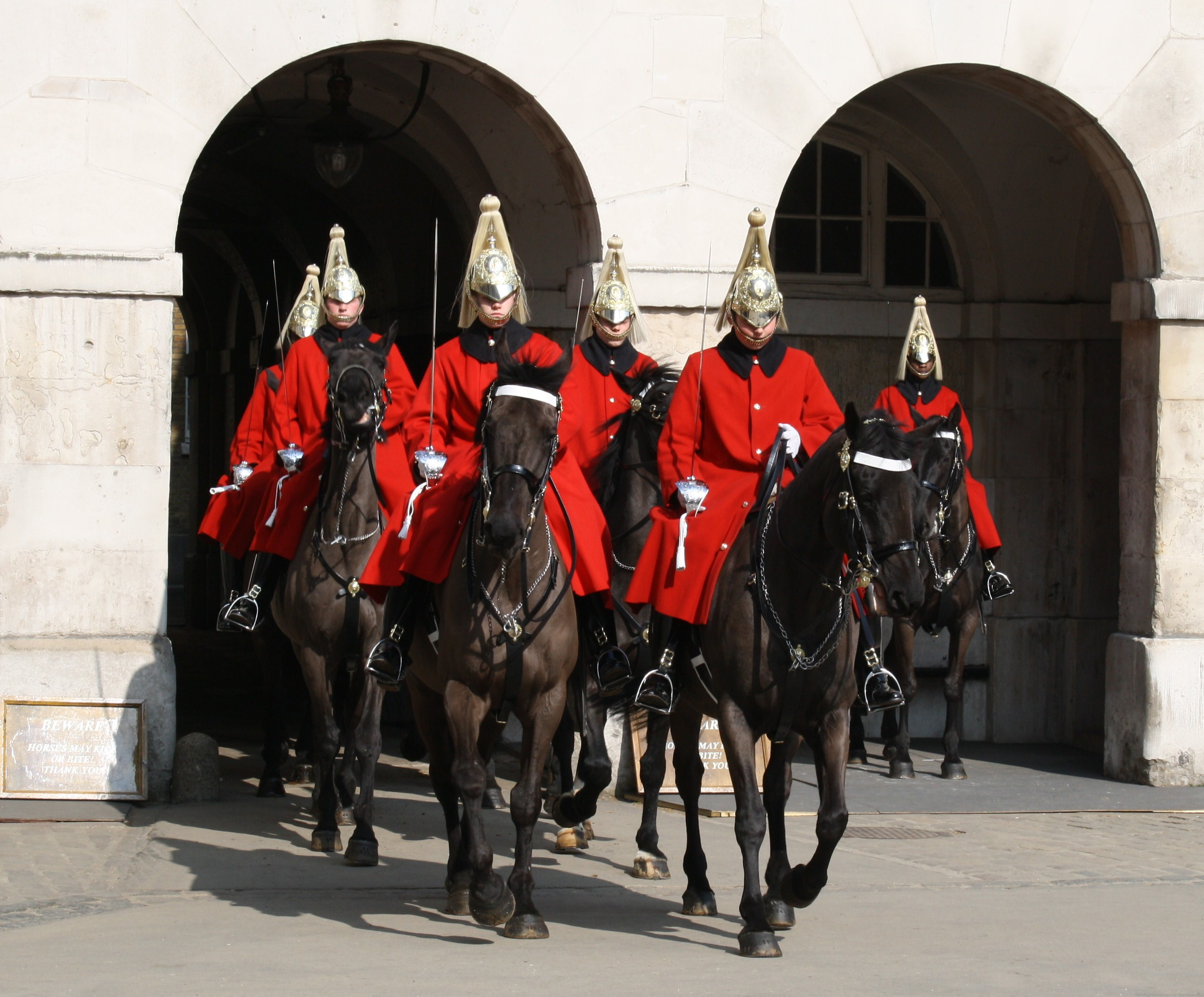

- Le 1er RCG participe aux campagnes de Perse, d’Irak et de Syrie en 1941. Il se bat en Afrique du Nord (Libye) en 1942 et participe notamment à la seconde bataille d’El Alamein. Il stationne en Syrie en 1943 avant de combattre en Italie en 1943-1944. Puis il rentre en Angleterre en octobre 1944.
- Le 2e RCG débarque en Normandie en juillet 1944, il participe à la campagne de France, de Belgique et de Hollande (batailles de Nimègue et d’Arnhem) puis à celle d’Allemagne comme unité de reconnaissance de la Brigade blindée de la Garde.

Après la guerre, ils participèrent aux actions de maintien de l'ordre autour du canal de Suez, en Asie du Sud-Est, en Irlande du Nord ainsi qu'à Chypre sous l'égide de l'ONU. Le régiment participa à la guerre du Golfe en 1990. 
En 1991, le régiment fut réduit à deux escadrons de reconnaissance basés à Windsor et communs aux Blues and Royal et à un escadron de cérémonie basé à Londres. Il participa aux opérations en Bosnie-Herzégovine sous l'égide de l'ONU.

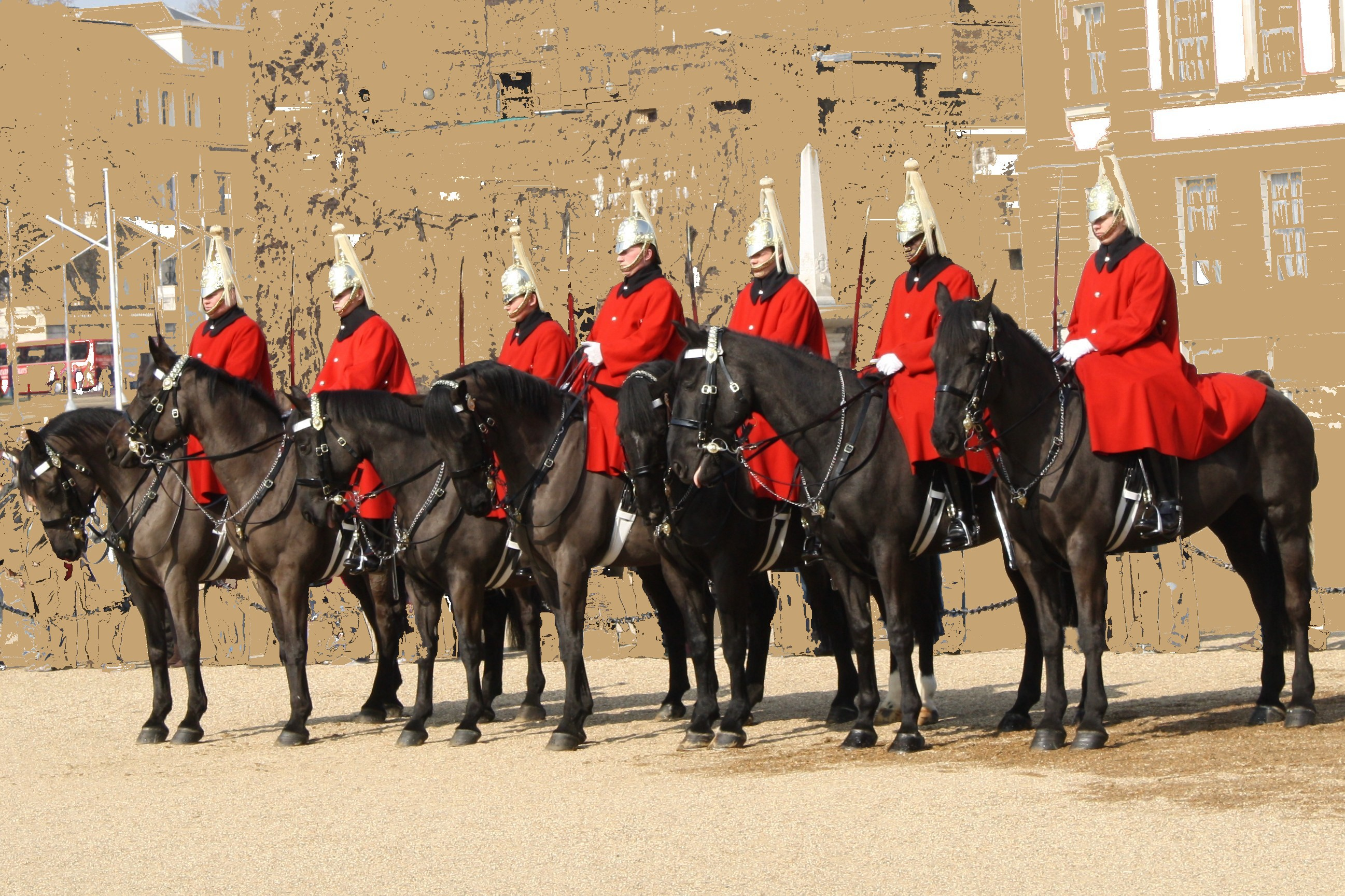
Relève de la garde à Whitehall